# Pont del Principat d'Andorra
El Pont del Principat d'Andorra (anomenat fins a 2011 Pont Y) és una passarel·la per als vianants situada a Madrid. Aquest creua el riu Manzanares, unint els districtes d'Arganzuela i Latina.

## Història
Va ser dissenyat i construït en el marc del projecte del Madrid Río. Es va inaugurar al 2009 com Puente I, i posteriorment es va reanomenar com a Pont del Principat d'Andorra al 2011, coincidint amb la primera visita oficial del President del Govern d'aquest país, Antoni Martí, a Madrid. En 2008, el govern andorrà havia posat a una passarel·la d'Andorra la Vella el nom de Madrid.

## Descripció
El Pont del Principat d'Andorra es troba en el Saló de Pins de Madrid Rio, a l'alçada del Carrer del Marmol en el marge esquerre i el Carrer de Sant Ambrosio o la Via Carpetana en el marge dret.
La passarel·la té forma d'i grega, amb un braç principal de 69 metres que uneix ambdues ribes i un de secundari de 31 metres que uneix el centre del pont amb la riba esquerra. L'estructura és metàl·lica amb forma de gàbia, imitant les estructures ferroviàries típiques del segle xix, de color verd. El sòl és de taulons de fusta. La forma del pont desa certa similitud amb la pròpia geografia d'Andorra, amb dues valls, Valira del Nord i Valira d'Orient, que conflueixen en un només, el de Gran Valira.
El pont és d'ús exclusiu per a vianants, estant prohibida l'entrada a bicicletes i patins.